# Hartger Henot

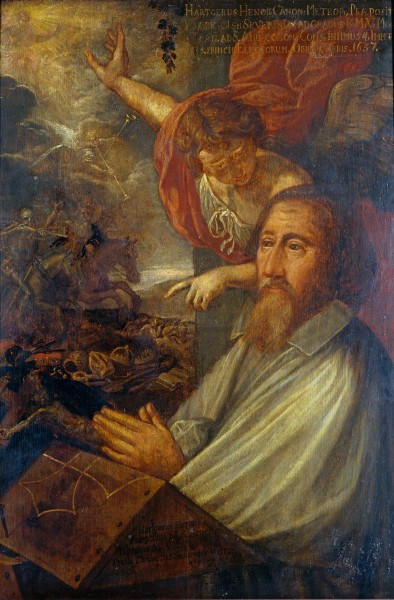
Allegorisches Porträt von Hartger Henot (1571–1637)

Hartger Henot (* 7. Februar 1571 in Köln; † 4. Dezember 1637 ebenda) war ein Kölner Domherr, Jurist und Doktor beider Rechte. Bis 1604 war er auch für seinen Vater, den kaiserlichen Postmeister Jacob Henot, tätig. Nach der Hinrichtung seiner Schwester Katharina im Jahre 1627 wurde er im Zuge der Kölner Hexenverfolgung 1629 und 1631 wegen Zauberei angeklagt, ohne dass es zu einem Prozess kam.

## Leben
Hartger Henot war ein Sohn des Kölner Postmeisters Jacob Henot und der Adelheid de Haen († 1604). Seine Eltern waren 1571 als Calvinisten aus den Niederlanden gekommen, waren zum Katholizismus übergetreten und hatten 1576 das Bürgerrecht in Köln erhalten. 1578 wurde Henot Postverwalter in Köln unter Seraphin II. von Taxis.
Hartger Henot war eins von mehr als zwanzig Kindern seiner Eltern, von denen aber nur wenige erwachsen wurden. Von Jugend an für den geistlichen Stand vorgesehen, wurde er bereits mit 14 Jahren Kanoniker am Chorherrenstift St. Andreas und erhielt seine Gymnasialausbildung am Kölner Jesuitenkolleg. Anschließend studierte er in Speyer, Prag, Lüttich und Löwen. Im Jahre 1597 erhielt er die Priesterweihe, war aber gleichzeitig als Gehilfe seines Vaters tätig.
Er trat zum ersten Mal in die Öffentlichkeit, als er im Dezember 1595 als Assistent seines Vaters Jacob Henot nach Innsbruck reiste und sein Vater am 28. Dezember 1595 mit den Posthaltern einen Vergleich über die Zahlungsrückstände abschloss. Im Januar 1596 nahm Hartger Henot auch an den Verhandlungen seines Vaters Jacob in mehreren italienischen Städten teil. Mit diesen Reisen konnte Jacob Henot die Voraussetzungen für die Gründung der Kaiserlichen Reichspost schaffen. Am 17. August 1600 schloss Jacob Henot als Kölner Postmeister mit dem Brüsseler Generalpostmeister Leonhard I. von Taxis einen Vertrag über die Erbfolge des Postmeisteramtes zu Köln und den Kurs Köln – Wöllstein, wonach Henots Sohn Hartger später dessen Nachfolger werden sollte. Im Jahre 1603/1604 wurde Jacob Henot jedoch als Kölner Postmeister abgesetzt und durch Johann von Coesfeld ersetzt.

### Kirchliche Laufbahn
Hartger Henots kirchliche Karriere verlief trotz der Absetzung seines Vaters als kaiserlicher Postmeister im Jahre 1603/1604 weiter erfolgreich. Im Jahre 1603 wurde Hartger Henot Domherr in Köln. Danach erfolgte die Ernennung zum Großsiegelbewahrer und Geheimrat durch den Kölner Erzbischof und Kurfürsten Ernst von Bayern. Ab 1607 war er zusätzlich Dechant von St. Andreas in Köln. 1607 schrieben sich der erzbischöfliche Internuntius „Hartgerus Henottus“ und sein „germanus Frater (= leiblicher Bruder) Seraphinus Henottus“ in Rom in das Bruderschaftsbuch des Collegio Teutonico di Santa Maria dell’Anima ein. Eine Ernennung zum kaiserlichen Hofrat erfolgte im Jahre 1608. Im Jahre 1609 wurde er außerdem Kanonikus in Freising. 1610 ernannte ihn Kaiser Rudolf II. zum Auditor der Rota in Rom. Nach einigen Auseinandersetzungen durfte er die Stelle jedoch nicht antreten. Henot bemühte sich, letztlich ohne Erfolg, um die Propstei Emmerich. Im Jahre 1612 leitete Henot die Gesandtschaft des neuen Kölner Erzbischofs Ferdinand von Bayern in Bayern. Der Papst verlieh ihm die Propstei St. Maria ad Gradus zu Mainz und Kaiser Matthias 1617 eine Propstei in Prag. Am 9. Oktober 1618 erfolgte die Ernennung zum Protonotar (Prälat) durch den Papst.

### Streit um die Postmeisterstelle in Köln und Hexenprozess gegen Katharina Henot
Nach der Absetzung seines Vaters unterstützte Hartger Henot diesen zusammen mit seinem Bruder Seraphin und seiner Schwester Katharina zwischen 1604 und 1610 im Kampf um die Wiedereinsetzung, indem er sich bei einigen Kurfürsten und am kaiserlichen Hof für ihn verwandte. Beide Brüder pflegten seit 1609 ein enges Verhältnis zu Erzherzog Leopold, mit dem sie im Juli dieses Jahres die Festung Jülich im Zuge des Jülich-Klevischen Erbfolgestreits eingenommen hatten.
Erfolg hatte er aber erst unter Kaiser Ferdinand II. Im Jahre 1623 erreichte Hartger Henot zusammen mit seiner Schwester Katharina vor dem Reichshofrat in Wien die Wiedereinsetzung seines etwa 80-jährigen Vaters. Die Vertreter der Familie Taxis in Brüssel und Köln, zunächst Lamoral und danach Leonhard II., sowie Johann von Coesfeld, der bereits von 1604 bis 1623 Kölner Postmeister gewesen war, wehrten sich dagegen erfolgreich durch Eingaben am Kaiserhof in Wien. Nach Jacob Henots Tod am 17. November 1625 verheimlichten seine Kinder seinen Tod ein Vierteljahr lang. Nach einem weiteren mehrmonatigen Prozess entschied sich der Kaiser für die Taxis. Damit wurde nicht Hartger Henot als Postmeister eingesetzt, sondern erneut Johann von Coesfeld.
Nur Schadensersatzforderungen wurden noch zugelassen, aber auch diese unterblieben, da Katharina Henot im Januar 1627 im Haus ihres Bruders als Hexe verhaftet wurde. Hartger Henot bemühte sich vergeblich um ihre Freilassung. Stattdessen musste er mit ansehen, dass auch seine Schwester Franziska inhaftiert wurde. Daraufhin wandte sich Hartger Henot an das Reichskammergericht, da Katharinas Inhaftierung und Folterung gegen das gültige Strafrechtsbuch der Carolina verstieß. Trotz günstigen Bescheids wurde Katharina nach mehrfacher Folterung ohne Geständnis und Beweise verurteilt und am 19. Mai 1627 als Hexe verbrannt.

### Anklage wegen Hexerei
Nach dem Justizmord an Katharina Henot legte Hartger Henot seine kirchlichen Ämter nieder und setzte sich in mehreren Schriften für die Rehabilitierung seiner Schwester ein. Die Prozessakten, die er dafür einsehen wollte, wurden ihm vom Erzbischof und Kurfürsten Ferdinand von Bayern verweigert. Im April 1629 wurde er dann selbst von Christina Plum zusammen mit etlichen anderen Mitgliedern der Kölner Oberschicht der Hexerei beschuldigt, was aber zunächst keine Konsequenzen für ihn hatte. Nachdem Plum sich selbst als Hexe bezichtigt hatte und Anfang 1630 hingerichtet worden war, wurden im Jahre 1631 erneut mehrere Mitglieder aus angesehenen Kölner Familien wegen Verdachts der Hexerei denunziert und verhaftet, darunter auch Hartger Henot mitsamt zwei Nichten. Auf Intervention des Kölner geistlichen Kurfürsten Ferdinand von Bayern, der zuvor ein vehementer Hexenverfolger war, kam es jedoch zu keinem weiteren Prozess.

## Henot Stiftung
Vom Erbe seiner Schwester richtete Henot 1628 die Stiftung Henot ein (im Kölner Gymnasial- und Stiftungsfonds) mit dem Zweck der Gymnasial- und Studienförderung, Stiftungsstatuen 1737.